# Pseudopleonexes burney
Pseudopleonexes burney is een vlokreeftensoort uit de familie van de Ampithoidae. De wetenschappelijke naam van de soort is voor het eerst geldig gepubliceerd in 2006 door Peart.